# Concentrazione antifascista
La Concentrazione antifascista (più formalmente concentrazione d'azione antifascista) fu un'aggregazione unitaria tra le diverse componenti dell'opposizione antifascista in esilio, operante in Francia tra il 1927 e il 1934, allo scopo di condividere una comune piattaforma di lotta contro il fascismo.

## Storia
L'iniziativa, finalizzata alla ricerca di un'aggregazione unitaria tra le diverse componenti dell'opposizione in esilio, venne presa dall'ex sindacalista rivoluzionario Alceste de Ambris e dal giornalista antifascista Luigi Campolonghi, rispettivamente presidente e segretario della Lega italiana dei diritti dell'uomo (LIDU) . In particolare, il secondo dei due, caporedattore della pagina in lingua italiana del quotidiano nizzardo La France de Nice e du Sud-Est, si fece portavoce dell'esigenza di un punto di coagulazione, affinché la riorganizzazione dell'antifascismo all'estero non riproducesse le antiche divisioni esistenti in Italia, prima dell'instaurazione della dittatura.
Nell'ottobre 1926, a Nérac, Campolonghi espose tali idee nel corso di una riunione di carattere informale alla presenza, tra gli altri, dei repubblicani Aurelio Natoli e Mario Pistocchi (massone e cooperatore dell'OVRA) e del socialista riformista Giuseppe Emanuele Modigliani. Il 6 dicembre 1926, si costituì a Parigi un primo Comitato d'attività antifascista, composto dai rappresentanti del PRI, del PSI e del PSLI di Filippo Turati e Claudio Treves, allo scopo di accertare se esistessero le condizioni per trasformare in alleanza stabile la collaborazione tra le forze antifasciste. Il comitato approvò la proposta dei socialisti riformisti di costituire una "concentrazione d'azione", formata da un cartello di partiti pienamente autonomi e di diversa estrazione ideologica e politica, ma condividenti un'identica base programmatica di opposizione al fascismo.
La Concentrazione antifascista si costituì, quindi, a Parigi, il 28 marzo 1927, tra il PRI, il PSI, il PSULI (nome assunto dai socialisti riformisti di Turati), Ferdinando Bosso della Lega italiana dei diritti dell'uomo e l'ufficio estero della CGIL di Bruno Buozzi. Ne rimasero fuori il Partito Comunista d'Italia e gli aderenti ai partiti non ricostituitisi in esilio (liberali, popolari, ecc.)

## Programma
Il programma della Concentrazione, pubblicato sul settimanale La Libertà, diretto da Claudio Treves, era piuttosto moderato, non comprendendo rivendicazioni sociali. Il suo atto costitutivo, inoltre, lungi dal pronunciare una condanna decisa e inequivocabile - oltre che del fascismo - anche della monarchia, come avrebbero voluto i repubblicani, si limitava ad un'anonima deplorazione verso taluni istituti che avrebbero favorito il fascismo, avendogli lasciato mano libera nell'asservire il paese e nel sopprimere le libertà individuali e collettive. Per tale motivo, i repubblicani - e, in particolare, l'ala sinistra del partito, guidata da Fernando Schiavetti e Mario Bergamo - intraprese sin dall'inizio uno scontro politico con i socialriformisti di Turati e Treves, egemoni all'interno della "Concentrazione". Questi ultimi, infatti, ancora per tutto il 1927, non escludevano la possibilità che il re cogliesse l'occasione favorevole per licenziare Mussolini e metter fine alla dittatura. Solo nel maggio del 1928, il Comitato centrale della Concentrazione antifascista, indicò nell'instaurazione della repubblica democratica dei lavoratori, l'obiettivo finale della battaglia antifascista. Ciò indusse l'organo repubblicano "L'Italia del Popolo", nel luglio del 1928 a sostenere e prendere parte attiva alle iniziative della "Concentrazione" e la direzione del PRI a deliberare di devolvere alla stessa la metà del ricavato delle iniziative promosse dalle organizzazioni di partito.

## Estensione dell'accordo
La Concentrazione era stata inizialmente criticata da Carlo Rosselli, fondatore del movimento antifascista in esilio Giustizia e Libertà, per quella che lui definiva la "passività aventiniana", cioè il nutrire la speranza in un intervento del re per uscire dal fascismo, nonché l'appoggiarsi a forze, oltre alla monarchia, all'Esercito e alla Chiesa, chiaramente succubi e complici del regime. Anche il maestro spirituale di Rosselli, l'illustre antifascista Gaetano Salvemini, dalle colonne de La Libertà, aveva esortato gli esuli all'autocritica e, quindi, interrotto i rapporti con la "Concentrazione".
Tuttavia, l'adesione al repubblicanesimo del partito donde proveniva Rosselli, il PSULI di Turati, Treves e Saragat e la sua confluenza nel Partito Socialista Italiano di Pietro Nenni (luglio 1931), mutò l'atteggiamento del leader di Giustizia e Libertà. Rosselli stipulò - quindi - un accordo con il PSI che riconobbe in GL "il movimento unitario dell'azione rivoluzionaria in Italia". Nell'ottobre del 1931, tale accordo venne esteso alla Concentrazione Antifascista, sancendo l'ingresso nella stessa anche di Giustizia e Libertà e l'inclusione di GL nel comitato esecutivo dell'organizzazione, composto da tre elementi in rappresentanza del PSI del PRI e di GL, scelti di comune accordo.
L'accordo tra le tre formazioni politiche subì una battuta d'arresto quando, al 4º congresso in esilio del Partito Repubblicano Italiano, (Saint Louis, 19-20 marzo 1932), la corrente contraria alla partecipazione del partito alla Concentrazione antifascista (Raffaele Rossetti) si alleò con la sinistra filo comunista (Fernando Schiavetti) e, risultando maggioritaria, deliberò il ritiro del PRI dalla "Concentrazione". Al congresso successivo, che si tenne a Parigi l'anno dopo (aprile 1933), invece, sull'opposto programma filo concentrazionista, fu eletto segretario politico Randolfo Pacciardi, che sancì il reingresso del partito nella "Concentrazione".
Nel giugno del 1933, le tre forze politiche aderenti all'organizzazione si accordarono sulla nomina di un triumvirato incaricato della gestione collegiale della segreteria politica, composto da Saragat per il PSI, Pacciardi per il PRI e Alberto Cianca per GL.
Successivamente, i contrasti tra le varie correnti si susseguirono: socialisti e repubblicani criticarono come un'"invasione di campo" il programma pubblicato da Rosselli nel primo numero dei Quaderni di Giustizia e Libertà, giudicato operaistico e giacobino. Inoltre, non fu particolarmente ben visto dal PRI e da GL l'orientamento del Partito Socialista nella direzione di un patto d'unità d'azione con il Partito Comunista d'Italia. Ciò condusse, nel maggio del 1934, allo scioglimento definitivo della Concentrazione Antifascista.